# Штефан Шрек
Штефан Маркус Кабізарес Шрек (нім. Stephan Schröck, нар. 21 серпня 1986, Швайнфурт) — філіппінський та німецький футболіст, захисник, півзахисник клубу «Серес-Негрос» та національної збірної Філіппін.
Шрек був визнаний футболістом року Філіппін у 2013 році.

## Клубна кар'єра
Народився 21 серпня 1986 року в місті Швайнфурт в родині німця і філіппінки. Вихованець юнацької команди футбольного клубу «Швайнфурт», а 2001 року потрапив в академію «Гройтер».
У дорослому футболі дебютував 2004 року виступами за команду клубу «Гройтер», в якій провів вісім сезонів, взявши участь у 183 матчах Другої Бундесліги. Більшість часу, проведеного у складі «Гройтера», був основним гравцем команди. У сезоні 2011/12, у свій останній сезон у клубі, він допоміг команді зайняти перше місце і завоювати просування до Бундесліги.
2012 року перейшов у «Гоффенгайм 1899», де 1 вересня 2012 року дебютував в Бундеслізі у грі проти «Айнтрахта» (0:4). Втім так і не закріпившись у основній команді, на наступний сезон перейшов у інший клуб вищого дивізіону «Айнтрахт», де також не закріпився і 2014 року повернувся в рідний «Гройтер», провівши ще півтора року у Другій Бундеслізі.
13 січня 2016 року перейшов на правах оренди в філіппінський клуб «Серес-Негрос», який згодом підписав з гравцем повноцінний контракт. З клубом став чемпіоном країни у 2017 та 2018 роках. Станом на 16 січня 2019 року відіграв за команду з Баколода 31 матч в національному чемпіонаті.

## Виступи за збірні
2004 року дебютував у складі юнацької збірної Німеччини і став півфіналістом юнацького чемпіонату Європи 2005 року в Північній Ірландії. Всього взяв участь у 14 іграх на юнацькому рівні, відзначившись одним забитим голом.
2007 року залучався до складу молодіжної збірної Німеччини. На молодіжному рівні зіграв у 2 офіційних матчах.
На початку жовтня 2008 року був викликаний до складу національної збірної Філіппін на матчі відбору до чемпіонату Південно-Східної Азії. Тим не менше за тогочасними законами ФІФА змінити футбольне громадянство можна до досягнення 21 року, тому зіграти за нову збірну Штефан не зміг. Втім на початку червня 2009 року вікове обмеження було зняте і у липні 2010 року Шрек оголосив про свій намір виступати за збірну Філіппін в кваліфікації до чемпіонату 2010 року проти Лаосу, але в кінцевому рахунку залишився поза командою, оскільки його документи не були підготовлені вчасно.
Тільки в березні 2011 року він відправився на Філіппіни, щоб завершити роботу над документами і був готовий грати за збірну в кваліфікації до наступного чемпіонату світу 2014 року. Нарешті дебютував за команду в першому матчі першого раунду відбору, 29 червня 2011 року проти Шрі-Ланки (1:1).
У 2014 році став з командою фіналістом Кубка виклику АФК, але вже 4 серпня того ж року, Шрек оголосив, що він подав у відставку зі збірної, щоб «переслідувати нові виклики». Згодом він сказав, що він подав у відставку як протест проти тренера Томаса Дулі і фактично давав ультиматум, сказавши, що більше не буде грати за країну, поки Дулі залишатиметься тренером. Шрек продовжував критикувати керівництво команди, стверджуючи, що у Філіппінській футбольній федерації існують внутрішні проблеми, і назвав команду «птахофермою». Суперечка була остаточно врегульована лише 10 березня 2015 року, коли Шрек вибачився перед Дулі і повернувся до збірної. Це пізніше було підтверджено гравцем на його офіційній сторінці у Facebook.
12 листопада 2015 року він зіграв свою першу гру за команду у статусі капітана команди в грі проти Ємену.
У складі збірної був учасником кубка Азії з футболу 2019 року в ОАЕ. На цьому турнірі філіппінці програли всі три матчі у групі, а Шрек став автором єдиного голу своєї команди на турнірі, забивши в грі проти Киргизстану (1:3).
| Дата       | Місто         | Господарі      | Результат | Гості     | Турнір                     | Голи | Примітки |
| ---------- | ------------- | -------------- | --------- | --------- | -------------------------- | ---- | -------- |
| 07-01-2019 | Дубай (місто) | Південна Корея | 1 – 0     | Філіппіни | Кубок Азії 2019 - 1-й етап | -    | кап. 88' |
| 11-01-2019 | Абу-Дабі      | Філіппіни      | 0 – 3     | КНР       | Кубок Азії 2019 - 1-й етап | -    | кап.     |
| 16-01-2019 | Дубай (місто) | Киргизстан     | 3 – 1     | Філіппіни | Кубок Азії 2019 - 1-й етап | 1    | кап.     |
| Усього     |               | Матчів         | 3         |           | Голів                      | 1    |          |